# Переяславец, Владимир Иванович
Влади́мир Ива́нович Переясла́вец (22 ноября 1918, ст. Мироновка, Киевская область, Украинская Народная Республика — 23 июля 2018, Москва) — советский и российский живописец, педагог, художник Студии военных художников им. М. Б. Грекова с 1950 года.
Академик РАХ (2002; член-корреспондент 1995). Народный художник РСФСР (1980). Подполковник ВС СССР в отставке. Член Союза художников СССР с 1957 года.

## Биография
Владимир Переяславец родился на станции Мироновка Шевченковского района, Киевской области. В 1925 году переехал в Краснодар.
В 1932—1936 гг. был воспитанником 1-го детского дома г. Москвы.
В 1936—1937 гг. обучался на рабфаке Московского архитектурного института.
В 1937—1938 гг. обучался в средней художественной школе при Институте живописи, скульптуры и архитектуры Всероссийской академии художеств в Ленинграде.
В 1938—1941 гг. обучался в Московском государственном художественном институте (мастерская профессора, народного художника РСФСР В. Н. Яковлева).
В 1941 году добровольно покинул институт с 4-го курса и поступил в Центральный аэроклуб имени В. П. Чкалова в Москве, окончил обучение в 1942 г., а затем проходил обучение в 12-й эскадрилье ночных полетов в Самарканде.
В 1942—1944 гг. обучался в Одесской военной школе лётчиков-истребителей, после её окончания ушёл на фронт как лётчик-истребитель 1-й авиационной эскадрильи 119-го истребительного авиационного полка 104-й авиационной дивизии, входившей в состав 1-й Воздушной армии (г. Архангельск, остров Ягодник).
В 1946—1950 гг. вернулся в МГХИ имени В. И. Сурикова и защитил дипломную работу «Подвиг Маресьева» (педагоги И. Э. Грабарь, В. В. Почиталов, В. Н. Яковлев). Послужил моделью для картины «Полотёр» П. Кончаловского (1946, Третьяковская галерея).
В 1949 году прошёл переподготовку лётного состава, был зачислен в группу лётчиков-спортсменов парадного состава, летал в парадных расчётах до 1958 года.
В 1950 году принят в Студию военных художников имени М. Б. Грекова.
В 1954 году состоялась первая персональная выставка в Центральном доме Советской армии в Москве.
В 1957 году вступил в Союз художников СССР.
В 1966 году был послан в командировку во Вьетнам, где написал серию картин «По героическому Вьетнаму».
В 1995 году избран членом-корреспондентом Российской академии художеств, а в 2002 году — академиком.
Скончался Владимир Иванович Переяславец 23 июля 2018 года в Москве. Похоронен на Рогожском кладбище .

## Семья
- Отец — Иван Митрофанович Переяславец (ум. 1919)
- Мать — Вера Аполлоновна Фисенко (ум. 1930)
- Жена — Ирина Николаевна Попова (1923—1988), художник
- Сын — Михаил Владимирович Переяславец (1949—2020), скульптор, народный художник РФ, лауреат Государственной премии РСФСР, академик РАХ.
- Дочь — Мария Владимировна Переяславец (род. 1964), художник, член-корреспондент РАХ.

## Творчество
- 1987 год — Персональная выставка в интернациональной лётной школе «Фрунзе-1» (ныне г. Бишкек, Киргизия).
- 1990 год — Персональная выставка в Центральном доме художника в Москве в составе всей творческой семьи (Владимир Переяславец, Ирина Попова, Михаил Переяславец, Мария Переяславец).
- 1999 год — Персональная выставка в залах Российской академии художеств «И. Н. Попова и Переяславцы».

## Награды
- Орден Отечественной войны II степени (1945)
- Орден Красной Звезды (1982)
- 2 Ордена «Знак Почёта» (1975, 1977)
- Народный художник РСФСР (1980)
- Заслуженный художник РСФСР (1976)
- Серебряная медаль имени М. Б. Грекова (1971)
- Почётная грамота Президента Российской Федерации (2015)